# Следственный изолятор Чернокозово
Следственный изолятор Чернокозово — тюрьма в селе Чернокозово (Чечня), ныне Наурская. СИЗО находится в ведении Министерства внутренних дел РФ и в настоящее время имеет статус колонии.
СИЗО стало печально известно во время Второй чеченской войны как основной элемент системы фильтрационных лагерей в Чечне, которая использовалась вооружёнными силами России. Изолятор стал объектом критики за массовые нарушения прав человека (безосновательные задержания, пытки задержанных).

## История
Советское пенитенциарное учреждение строгого режима в Чернокозове было закрыто во время первой чеченской войны в декабре 1994 года. Оно было вновь открыто российскими федеральными силами во время Второй чеченской войны в конце 1999 года, официально как «центр временного приёма лиц, задержанных по причине бродяжничества и попрошайничества». На самом деле он служил в качестве неофициального лагеря для пленных сепаратистов, а также как один из минимум четырёх основных фильтрационных лагерей для мирных жителей (включая детей), которые были произвольно задержаны в качестве «подозрительных лиц» на сотнях контрольно-пропускных пунктов или в собственных домах во время массовых и неизбирательных «зачисток», а затем их держали там без предъявления каких-либо обвинений. В соответствии с официальными цифрами, около 10 тысяч человек прошли через «приёмный центр» Чернокозово. Среди заключённых также был журналист радио «Свобода» Андрей Бабицкий, похищенный федеральными силами в Чечне, который в своём заявлении для Палаты представителей США сказал: «Всё, что мы читали о концлагерях сталинского периода, всё, что мы знаем о немецких лагерях, всё это присутствует там».
В феврале 2000 года тюрьма получила всемирную известность за жестокое обращение с заключенными, когда появились сообщения о том, что заключённые регулярно подвергаются избиениям, различным формам пыток, изнасилований и других злоупотреблений, а их семьи — вымогательству со стороны охранников (широко распространенная практика освобождения заключённых или даже передачи их трупов в обмен на выкуп). Некоторые заключённые погибли от такого обращения или бесследно «исчезли». Прежде чем открыть тюрьму для посещений иностранными журналистами и международными наблюдателями, российское правительство занялось сокрытием следов. Перед визитом высокопоставленных представителей Комитета по предотвращению пыток Совета Европы тюрьма была преобразована из «приёмного центра» в следственный изолятор. Тюрьма была покрашена, вместо солдат-контрактников был прислан новый штат сотрудников Министерства юстиции Российской Федерации, условия содержания заключённых были значительно улучшены, жертвы пыток были переведены в другие фильтрационные пункты. В октябре 2000 года организация Human Rights Watch (HRW) опубликовала свой 99-страничный доклад «Добро пожаловать в ад», о том, как российскими войсками были задержаны тысячи чеченцев, при этом многие без каких бы то ни было доказательств правонарушений.
С 2005 года СИЗО Чернокозово имеет статус исправительной колонии для осужденных, управляемой властями Чечни во главе с Рамзаном Кадыровым, который лично принимает участие в её управлении. Согласно сообщениям, условия жизни там значительно улучшились с 2000 года, однако всё ещё оставались плохими (например, здоровые люди содержались вместе с больными туберкулёзом), также есть сообщения о продолжающихся избиениях, пытках и других злоупотреблениях.
При этом в настоящее время в Чернокозово имеется как исправительная колония (ИК-2), так и следственный изолятор (СИЗО-2) УФСИН по Чеченской республике.

## ПостановленияЕвропейского суда по правам человека
В 2003 году Зура Битиева, бывшая узница Чернокозова, которая обратилась в суд с иском о пытках, была убита вместе со своей семьёй в ходе рейда группы неустановленных российских спецназовцев. В постановлении 2008 года суд постановил, что незаконное задержание Битиевой в Чернокозове и бесчеловечное и унижающее достоинство обращение, которому она подверглась во время содержания под стражей, были «полным игнорированием требования законности», и обвинил российское государство в её последующем убийстве и убийстве её семьи
В 2007 году в первом постановлении по делу о пытках в Чечне Европейский суд по правам человека (ЕСПЧ) признал Россию виновной в пытках братьев Читаевых Адама и Арби в Чернокозове во время их содержания под стражей в период с апреля по октябрь 2000 года, установив, что «их страдания были особенно серьёзными и жестокими». Среди различных других пыток братья подвергались ударам током, их душили целлофановым пакетом и противогазом, а их кожу рвали плоскогубцами.
8 ноября 2007 года, вынося приговор по жалобе Сулеймана Медова, Европейский суд признал российские власти ответственными за практику применения пыток в том числе в СИЗО Чернокозово.